# Sarykum (mijanka)
Sarykum (kaz. Сарыкум, ros. Сарыкум) – mijanka i przystanek kolejowy w rejonie Ałaköl, w obwodzie żetysuskim, w Kazachstanie. Położona jest na linii Aktogaj - Urumczi, na trasie Nowego Jedwabnego Szlaku. Znajduje się na pustyni, w oddaleniu od skupisk ludzkich.